# ريان دودسون
ريان دودسون (بالإنجليزية: Ryan Dodson)‏ هو لاعب كرة قدم أمريكي، ولد في 14 أكتوبر 1992 في أورورا في الولايات المتحدة. لعب مع North Carolina Tar Heels men's soccer ‏.